# Astrocaryum chonta
Astrocaryum chonta är en enhjärtbladig växtart som beskrevs av Carl Friedrich Philipp von Martius. Astrocaryum chonta ingår i släktet Astrocaryum och familjen Arecaceae. Inga underarter finns listade i Catalogue of Life.